# Pukkisaari (ö i Södra Savolax, Pieksämäki, lat 62,21, long 27,67)
Pukkisaari är en ö i Finland. Den ligger i sjön Sysmä och i kommunen Jorois i den ekonomiska regionen  Pieksämäki ekonomiska region  och landskapet Södra Savolax, i den södra delen av landet, 270 km nordost om huvudstaden Helsingfors. Öns area är 3,2 hektar och dess största längd är 350 meter i sydöst-nordvästlig riktning.